# ヘドリー・ドイル・ステップレス・ストリートカー
ヘドリー・ドイル・ステップレス・ストリートカー（英語: Hedly-Doyle Stepless Streetcar）は、かつてアメリカに存在した鉄道車両メーカーであるブリルが製造した路面電車車両の愛称。床面高さを254mm（10 in）にまで低くし乗降性を向上させた、20世紀初頭の超低床電車である。

## 概要
女性の社会進出が本格的に進み始めた20世紀初頭、都市の公共交通機関の主役は街中に敷かれた路面電車であった。しかし、当時各都市に導入されていた路面電車は床面高さが762mm - 1,016mm（30in - 40in）と高く、乗降扉から客室までの間には数段の高いステップを登る必要があり、乗降に時間がかかる他転倒事故の危険性が高かった。また当時は女性の衣装として歩幅を狭めるほど窮屈な裾を持つホブルスカートが流行しており、そのような衣装でステップを上がるのは困難であった。そこで、当時ニューヨーク・マンハッタン島で路面電車を運行していたニューヨーク鉄道からの要望に基づき、これらの問題を解決すべく開発されたのがヘドリー・ドイル・ステップレス・ストリートカーと呼ばれる一連の電車である。
両端に設置された運転台を除き床面高さを254mm（10 in）まで下げる事で客室の超低床化が実現した。それに伴い、台車は運転台側に設置された動輪の直径が大きいマキシム・トラクション台車を採用している。またそれまでの路面電車車両は車体の前後に乗降扉を設置する場合が多かったが、この車両は中央の1箇所に乗降扉を設置しており、乗客の移動時間短縮や乗降時の検札の簡素化に貢献した。座席配置は2＋2人掛け×2の固定式クロスシート（一部ボックスシート）で、両端は運転台側の壁面にも座席が設置されていた。そのため運転台は客席から隔離されており、前面部には安全のためアンチクライマーが設置されていた。
なお、愛称の「ヘドリー・ドイル」（Hedly-Doyle）は、この車両の開発に携わった2人の技師にちなんだものである。またこの電車は他にも以下の愛称で呼ばれていた。
- ホブルスカート・カー（Hobbleskirt Car） - ホブルスカートでも支障なく乗降可能な事から名づけられた愛称。
- ドラゴン（Dragon） - パシフィック電鉄などアメリカ西海岸の路面電車に導入された車両の愛称。
- ビッグ・リジー（Big Lizzie） - ブリスベンの路面電車（英語版）に導入された車両の愛称。

## 運用
ニューヨーク鉄道へ向け最初に導入された車両は5000形という形式名が与えられ、1912年から翌1913年までに176両が製造・導入された。以降はアメリカ各地の路面電車路線へ向けての生産が行われたのに加えカナダやオーストラリアなど国外の路面電車にも輸出され、特にオーストラリア向けの車両の多くはアメリカ向け車両よりも前面を含めた窓の面積が広いのが特徴であった。
しかし、他の路面電車車両と車体構造が大きく異なるこれらの超低床電車は保守や運行において不利であり、それが要因となってほとんどの都市では導入から10年程で引退に追い込まれた。ただしオーストラリア・パースに導入された車両については第二次世界大戦中の需要増加などの要因で以降も営業運転に用いられ、末期は廃車された他の車両から部品が供給される形で整備が実施され、1950年代まで現役であった。そのうち最後まで用いられた車両（63号）については車体のみ公園で保存されたのち、1983年にバース路面電車協会（The Perth Electric Tramway Society）によって回収され、以降は復元を最終目標に保管されている。

## 関連形式
- ニューヨーク鉄道6000形電車（英語版） - ヘドリー・ドイル・ステップレス・ストリートカーの設計を活かして製造された二階建て路面電車。その外見から"ブロードウェイ・バトルシップ"（Broadway Battleship）の愛称で呼ばれていた[3]。

- リトルダンサー (路面電車) - 日本のアルナ車両が製造する超低床電車。タイプSはヘドリー・ドイル・ステップレス・ストリートカーと類似した構造である。